# Steunpunt (Vlaanderen)
Een steunpunt in Vlaanderen is een privaatrechtelijke vereniging die in opdracht van de Vlaamse Overheid binnen een bepaald beleidsdomein taken uitvoert om het overheidsbeleid wetenschappelijk te ondersteunen of om ondersteuning te bieden aan plaatselijk op dit werkveld actieve verenigingen of voorzieningen. De erkenning als steunpunt door de Overheid gebeurt voor een bepaalde periode ofwel in het kader van het Programma voor beleidsrelevant Onderzoek ofwel via de decreten en de uitvoeringsbesluiten die de organisatie van een bepaald werkterrein regelen. 

## Steunpunten voor Beleidsrelevant Onderzoek
Deze eerste soort steunpunten werden opgericht in het kader van het Programma Steunpunten voor Beleidsrelevant Onderzoek.  Dit programma werd door de Vlaamse Regering in 2001 opgestart en de eerste periode verliep op 31 december 2006. De tweede "generatie" steunpunten voeren hun werking uit voor de periode 2007-2011. De derde "generatie" loopt van 1 januari 2012 tot einde 2015.
De Regering sluit hiertoe beheersovereenkomsten af met consortia van universiteiten en onderzoeksinstituten, die de opdracht krijgen het Vlaamse beleid wetenschappelijk te ondersteunen. Deze tijdelijke verenigingen werken op verschillende beleidsdomeinen. 
| periode 2012-2015 | - Armoede - Bestuurlijke Organisatie, Slagkrachtige overheid - Buitenlands beleid, internationaal ondernemen en ontwikkelingssamenwerking - Cultuur - Duurzaam Materialenbeheer - Fiscaliteit en Begroting - Gelijkekansenbeleid - Goederen- en Personenvervoer - Inburgering en Integratie - Jeugd       | - Media - Milieu en Gezondheid - Ondernemen en Regionale Economie - Studie- en Schoolloopbanen - Ruimte - Sport - Transities voor Duurzame Ontwikkeling - Verkeersveiligheid - Welzijn, Volksgezondheid en Gezin - Werk en Sociale Economie - Wonen |
|                   | | |
| periode 2007-2011 | - Buitenlands Beleid, Toerisme en Recreatie, onderverdeeld in - het Vlaams Steunpunt Buitenlands Beleid (VSBB [dode link]) - het Steunpunt Toerisme en Recreatie - Bestuurlijke Organisatie Vlaanderen - Cultuur, Jeugd en Sport - Duurzame Ontwikkeling - Fiscaliteit en Begroting - Gelijkekansenbeleid | - Milieu & Gezondheid - Mobiliteit en Openbare Werken - Ondernemen en Internationaal Ondernemen - O&O Indicatoren - Ruimte en Wonen - Studie en Schoolloopbanen - Werkgelegenheid en Sociale Economie - Welzijn, Volksgezondheid en Gezin           |

## Steunpunten voor het werkveld
Het is standaard overheidsbeleid geworden om bij het organiseren van bepaalde sectoren bij decreet een steunpunt op te richten met als voornaamste opdracht de werking van verenigingen en voorzieningen op het werkveld te ondersteunen. Meestal zijn deze organisaties op eigen initiatief al lang verzameld in al dan niet zuilgebonden federaties en koepels. Het steunpunt is echter beschikbaar voor het ganse werkveld en dient voor de overheid als eerste aanspreekpunt met het werkveld. Deze vzw’s zijn samengesteld uit personen die actief in het werkveld betrokken zijn vanuit verschillende maatschappelijke en ideologische richtingen. 
De opdrachten van deze steunpunten worden vastgelegd via beheersovereenkomsten voor een bepaalde periode. Naast ondersteuning hebben de steunpunten als taak om de ontwikkeling van methodieken en de deskundigheid in het werkveld te bevorderen. Tot hun opdrachten behoort ook het verzamelen van documentatie om de werkingen te onderbouwen en het inspelen op nieuwe noden.

### Voorbeelden
Voorbeelden van deze tweede vorm waarin men in Vlaanderen over Steunpunten spreekt, zijn :
- Faro, het Vlaams steunpunt voor cultureel erfgoed
- Socius, het Vlaams steunpunt voor Sociaal-Cultureel Volwassenenwerk
- Steunpunt Algemeen Welzijnswerk, een ondersteuningsstructuur voor de Centra voor Algemeen Welzijnswerk
- Steunpunt tot bestrijding van armoede, bestaansonzekerheid en sociale uitsluiting
- Bibnet
- Muziekcentrum Vlaanderen, het officieel steunpunt voor de professionele muzieksector in Vlaanderen, opgericht met het Muziekdecreet van 1998 van de Vlaamse gemeenschap.
- Steunpunt Expertisenetwerken (SEN)
- Locus, steunpunt voor lokaal cultuurbeleid, cultuur- en gemeenschapscentra en bibliotheken
- Vlaams Theater instituut: steunpunt voor de podiumkunsten
- Vlaams Architectuurinstituut: steunpunt voor architectuur
- BAM: steunpunt voor beeldende kunst en audiovisuele media
- Vlaams Steunpunt Lokale Netwerken (SLN): is de koepelorganisatie van de 'derden' in Vlaanderen: de niet-commerciële aanbieders van begeleidingstrajecten naar werk.